# Roraimamanakin
De Roraimamanakin (Xenopipo uniformis) is een zangvogel uit de familie Pipridae (manakins).

## Verspreiding en leefgebied
Deze soort komt voor in het noordelijke Amazonegebied en telt twee ondersoorten:
- X. u. duidae: zuidelijk Venezuela.
- X. u. uniformis: westelijk Guyana en noordelijk Brazilië.